# Nordhavn Station
Nordhavn Station er en S-togs -og metrostation på Østerbro i København. S-togstationen ligger som en højbanestation på kanten mellem Østerbro og havnen. Der er adgang til stationen fra Østbanegade, og der er to trapper – en i sydenden, hvor der også ligger en 7-Eleven-forretning, og én midt på, hvor der er en elevator. Derudover er der en mindre busterminal på Østbanegade langs med stationen.
Metrostationen, der er en del af M4, ligger under Nordhavns Plads på den anden side af banedæmningen og Kalkbrænderihavnsgade. Der er adgang til metrostationen fra Nordhavns Plads og gennem en gangtunnel med rullende fortov fra Århusgade-viadukten. Der er ikke direkte forbindelse mellem de to stationer, så passagerne er nødt til at gå et par hundrede meter ad Østbanegade og gennem viadukten og gangtunnellen for at komme fra den ene til den anden.

## Historie
Nordhavn Station blev taget i brug 15. maj 1934, samtidig med S-togs-strækningen gennem Boulevardbanen (den delvis nedgravede bane mellem København H og Østerport, også kaldet "Røret"). Nordhavn Station lå på den anden S-togs-strækning der åbnede, fra Hellerup til København H, kun halvanden måned efter den første strækning åbnede.
I efteråret 2006 gennemgik stationen en større modernisering, hvor den oprindelige kiosk og billetsalg blev slået sammen til en 7-Eleven-forretning der nu sælger kioskvarer og billetter under et.

### Nordhavnsmetroen
8. november 2011 offentliggjorde By & Havn og Metroselskabet en undersøgelse af muligheden for anlæggelse af første etape af en Nordhavnsmetro, fra et afgreningskammer i Sortedams Sø til Orientkaj, samtidig med Cityringen. Det ville medføre en besparelse på 300 mio. kr. i forhold til anlæggelse efter Cityringens åbning og samtidig mindske generne for naboerne og driftsforstyrrelser på Cityringen. Nordhavnsmetroen skulle kun standse ved Nordhavn Station mellem Østerport og Orientkaj, da der ikke var passagergrundlag for en mellemliggende station. Første etape af Nordhavnsmetroen skulle kunne åbne i 2019 – et år efter Cityringen, men det krævede en politisk aftale allerede i foråret 2012.
Transportminister Henrik Dam Kristensen tog projektet til efterfølge og stillede 1. februar 2012 forslag om igangsættelse af de forberedende arbejder i forbindelse med afgreningen til Orientkaj. 20. juni 2012 indgik Regeringen, Venstre, Dansk Folkeparti, Liberal Alliance og Konservative Folkeparti en aftale om at anlægge Nordhavnsmetroen. Det samlede anlægsbudget var på 2,9 mia. kr. inkl. 30 pct. reserve. Det statslige ejerbidrag af anlægssummen var på 328 mio. kr. De øvrige anlægsomkostninger finansieredes af medejeren Københavns Kommune, gennem passagerindtægter og salg af ejendomme m.v.
Metrostationen åbnede sammen med resten af Nordhavnsmetroen 28. marts 2020. Ligesom de øvrige stationer på Cityringen, hvor man kan skifte til S-tog, er stationen udført med røde keramiske plader. Desuden er der en gangtunnel med rullende fortove fra metrostationen under Kalkbrænderihavnsgade til Århusgade-viadukten for at lette gennemgangen mellem metro og S-tog.
Det var meningen at S-togsperronen skulle have være forlænget til Århusgade-viadukten, hvor der skulle laves en opgang, så det blev nemmere at komme fra den ene station til den anden. Men på trods af en aftale herom mellem Transportministeriet, Københavns Kommune og By & Havn blev det ikke til noget. Til gengæld blev der anlagt en cykel- og fodgængerforbindelse under banedæmningen mellem Nordre Frihavnsgade og Kalkbrænderihavnsgade ved Marmorvej lidt syd for S-togsstationen.

## Busterminal
Busterminalen i Østbanegade blev etableret i 1984 som erstatning for en på Melchiors Plads, der havde måttet sløjfes grundet støjgener og følgende omfattende naboklager. Østbanegade er ensrettet, og pladsen tillader ikke vending ved selve stationen, så alt efter hvor busserne kommer fra, må de gennemføre en større sløjfekørsel ad Nordre Frihavnsgade, Østbanegade, Århusgade og Strandboulevarden. Selve terminalen består af to stoppesteder:
- 14 mod Ryparken; 23 mod Klampenborg st.
- 14 mod Nørreport st.; 23 mod Valby st.

Derudover stopper linje 164 ca. 300 m fra metrostationen på Sundkrogsgade.

## I populærkulturen
Magtens Korridorer har lavet et nummer, der hedder "Nordhavn Station" på deres 2006-album Friværdi. Sangen blev i foråret 2006 udgivet som single, og den blev et moderat hit.
Forfatteren Carl Erik Soya har skrevet en historie, hvor en mand, hver gang S-toget stopper ved Nordhavn, tænker: "Oh...Nordhavn".

## Galleri
- Stationen fra gaden set fra syd.
- Den nordlige indgang.
- Ventesal ved den sydlige ende af S-togsperronen.
- Elevator fra den nordlige indgang.
- To S-tog på linje A mødes.
- Den nordlige del af S-togsperronen.
- Mellemniveauet på metrostationen.
- Gangtunnel med rullende fortov under Kalkbrænderihavnsgade.

## Antal rejsende
Ifølge Østtællingen var udviklingen i antallet af dagligt afrejsende med S-tog:
| År   | Antal | År   | Antal | År   | Antal | År   | Antal  |
| ---- | ----- | ---- | ----- | ---- | ----- | ---- | ------ |
| 1957 | 4.512 | 1974 | 2.975 | 1991 | 4.863 | 2001 | 12.236 |
| 1960 | 4.190 | 1975 | 2.762 | 1992 | 4.729 | 2002 | 6.465  |
| 1962 | 4.314 | 1977 | 2.573 | 1993 | 4.868 | 2003 | 7.023  |
| 1964 | 3.829 | 1979 | 3.198 | 1995 | 5.000 | 2004 | 7.329  |
| 1966 | 3.545 | 1981 | 3.535 | 1996 | 5.119 | 2005 | 8.112  |
| 1968 | 3.395 | 1984 | 4.007 | 1997 | 4.988 | 2006 | 7.910  |
| 1970 | 3.472 | 1987 | 4.815 | 1998 | 5.496 | 2007 | 7.631  |
| 1972 | 3.554 | 1990 | 4.628 | 2000 | 5.785 | 2008 | 7.934  |